# 司馬芝
司馬 芝（しば し、生没年不詳）は、中国後漢末期から三国時代の魏の政治家。字は子華。司隸河内郡温県の人。子は司馬岐。孫は司馬肇。

## 生涯
当初は無名だったが、楊俊からは「早くから名を挙げた点では（族弟の）司馬朗に及ばないが、実際は彼よりも優れている」と評価された。若い頃、動乱を避けて荊州へ向かう途中で賊に遭遇。同行者は老人や子供を置いて逃走したが、司馬芝だけは老母を守って逃げず、その孝心に免じて母子とも手を下されることはなかった。農耕に勤しみ、節義を守りながら、南方に十余年滞在した。
建安13年（208年）に荊州を平定した曹操は、司馬芝を菅の県長に任じた。当時、済南郡の主簿の劉節一派は郡外に出ると盗賊となり、治安を乱していた。司馬芝はその勢力にはばかることなく、子分を兵士として徴用。劉節がこれを匿うと、司馬芝はその罪を郡に言上した。司馬芝を尊敬していた済南太守の郝光は子分ではなく、劉節本人を兵士として徴用した。
広平県令に転任すると、当地の周辺では、曹操と旧知の劉勲一派がしばしば犯罪を犯していた。劉勳は司馬芝に子分の赦免を依頼したが、司馬芝はそれを黙殺し、一派を法律どおりに裁いた。後に劉勳が失脚・処刑されたこともあり、司馬芝はその公正さを称えられた。
大理正を経て郡の太守を歴任、全ての任地で治績を挙げた。黄初年間には河南尹となった。部下に教訓を与え、皆が職務に励んだ。強者を抑え、弱者を助け、個人的な依頼は受け付けなかった。ある役人は、司馬芝の妻の伯父で重臣の董昭をつてとして依頼を叶えようとしたが、董昭ですら司馬芝に恐れをなして取り次がなかった。
黄初7年（226年）、曹叡が帝位に即くと関内侯となる。河南尹の官にあること11年、諸王が禁令を破ったことで、司馬芝も監視不行届の罪に触れ、免職となった。西晋の時代に『三国志』を記した陳寿は「魏の時代から今までの河南尹で、司馬芝に及ぶ者はいない」と称える。
後に大司農として復職。農政担当の官吏が商工業によって利益を得ている状況を憂い、本業である農業に注力するよう上奏。その言を曹叡に受け入れられた。
人柄は誠実だったが、品行の正しさを誇ることはなかった。議論となるとはばかることなく相手の欠陥をやり込めたが、議論が終わった後は非難の言葉を吐かなかった。在官のまま死去。後には財産を遺さなかった。子の司馬岐が後を継いだ。